# Iso Mustassaari
Iso Mustassaari är en ö i Finland. Den ligger i sjön Päijänne och i kommunerna Asikkala och Padasjoki och landskapet Päijänne-Tavastland, i den södra delen av landet, 130 km norr om huvudstaden Helsingfors. Öns area är 23,1 hektar och dess största längd är 0,6 kilometer i nord-sydlig riktning.